# Эллингсхаузен
Эллингсхаузен (нем. Ellingshausen) — община в Германии, в земле Тюрингия. 
Входит в состав района Шмалькальден-Майнинген. Подчиняется управлению Зальцбрюкке.  Население составляет 254 человека (на 31 декабря 2010 года). Занимает площадь 6,77 км².